# Enrique de Arrascaeta
Enrique de Arrascaeta (Montevideo, 28 de noviembre de 1819 - Montevideo, 16 de junio de 1892) fue un escritor y político uruguayo.

## Biografía
Enrique José Gregorio de Arrascaeta comenzó sus actividades políticas siendo empleado del Ministerio de Relaciones Exteriores del gobierno del cerrito entre 1845 y 1846. Luego de la paz de octubre continuó sus estudios obteniendo el título de Doctor en Jurisprudencia en 1853. Ejerció luego el cargo de juez en lo civil para ser electo diputado por el Partido Nacional (Uruguay) cargo que ostentó hasta que en 1863 el gobierno de Bernardo Prudencio Berro lo citó para ocupar el cargo mayor en el ministro de relaciones exteriores.
Mantuvo este cargo hasta 1862 cuando fue elegido como senador por el Departamento de Soriano hasta 1863.
Se alejó de la política por un período hasta que fue invitado a fundar el Partido Constitucional formando parte de su Junta Directiva en 1881.

## Actividad literaria
Su labor literaria, de filiación romántica, fue dada a conocer en Poesías publicado en 1850. Su otro título, Colección de poesías de 1881, es una antología de poetas hispanoamericanos.
Fue redactor y colaborador de los diarios La Fusión y La Patria.